# Borgo San Martino
Borgo San Martino es una localidad y comune italiana de la provincia de Alessandria, región de Piamonte, con 1.379 habitantes.

## Evolución demográfica
| Gráfica de evolución demográfica de Borgo San Martino entre 1861 y 2001 |
|                                                                         |
| Fuente ISTAT - elaboración gráfica de Wikipedia                         |